# Dinamarca en los Juegos Paralímpicos de Albertville 1992
Dinamarca estuvo representada en los Juegos Paralímpicos de Albertville 1992 por cinco deportistas, cuatro hombres y una mujer.

## Medallistas
El equipo paralímpico danés obtuvo las siguientes medallas:
| Nombre       | Deporte      | Evento                       |
| ------------ | ------------ | ---------------------------- |
| Oro          |              |                              |
| —            |              |                              |
| Plata        |              |                              |
| Lars Nielsen | Esquí alpino | Eslalon gigante B2 masculino |
| Bronce       |              |                              |
| —            |              |                              |